# 布赖恩·布莱克韦尔
布赖恩·马克·布莱克韦尔（英語：Brian Mark Blackwell，1986年—），英国男性，2004年7月25日18岁时在英格兰利物浦附近的家中用刻刀和羊角锤将自己的父母杀害。

## 早年生活
布赖恩·马克·布莱克韦尔于1986年出生于西兰开夏郡，母亲杰奎琳·布莱克韦尔（Jacqueline Blackwell）曾是古董商，父亲悉尼·布莱克韦尔（Sydney Blackwell）则是退休会计师。2004年7月以前，布莱克威尔一直与父母一起住在默西塞德郡梅林——英格兰利物浦北郊的一个富裕村庄。他的父母对他十分溺爱。他曾是当地俱乐部18岁以下网球冠军，也曾被利物浦学院授予奖学金，被誉为“模范学生”，并计划于2004年秋天开始在诺丁汉大学学习医学。
他会经常讲一些谎话，例如把自己的学业成绩往好了说，这些谎话无关痛痒，但两个月内他的谎言越来越过分，最终导致他在2004年7月杀害父母。他为了凑够钱参加夏末的法网公开赛，以父亲的名义申请了13张信用卡，并声称自己是职业网球选手。他在申请表上写道，他将能够以每年45,000英镑的工资偿还贷款。他当时的女友也相信他是一名职业网球选手，有耐克的赞助，和足球运动员史提芬·謝拉特住同一个建筑群，有6万英镑的奔驰和45万英镑的公寓。他用父母准备给他上大学的储蓄券，给女友买了昂贵的礼物，“雇佣”她做经理，给她开了一张39000英镑的支票。当他母亲发现他对银行撒的谎后，她马上和银行方面取得联系。

## 杀人
2004年7月25日，布莱克韦尔用羊角锤和刻刀砸死、刺死了自己的父母。至于作案动机，他在2005年受审时说，父母对他的奢侈消费表示担忧，想阻止他与女友前往美国，他气从中来，非常愤怒。
第二天，他的女友还不知道布莱克韦尔犯下的罪行，仍然和他按原定计划去美国度假。八月中旬回到利物浦后，布莱克韦尔在他女朋友家住了两个星期，谎称父母去西班牙度假了，他进不了自己家。

## 调查和起诉
2004年9月5日，布莱克韦尔父母遇害六周后，邻居打电话报告房屋内散发出强烈的异味，警方才终于发现了两人的腐尸。布莱克韦尔于次日被捕，并被控两项谋杀罪。他一开始矢口否认这些指控，并在审判前被保释候审。
布莱克韦尔声称当时自己正在度假，对父母的死亡一无所知。经过两天的询问，布莱克韦尔才改变了说辞。他对罪行供认不讳，但仍表示他拿着一把羊角锤在墙上挂画，父亲过来要打他，他出于自卫才将父母杀害。调查人员此前获悉，布莱克韦尔的父亲是坐着被锤中后脑勺，与布莱克威尔的说法相冲突。
专家诊断出他患有自恋型人格障碍。他承认了较轻的过失杀人罪后，双重谋杀罪指控被撤销。布莱克韦尔于2005年6月29日被判处无期徒刑。